# Paa Joe

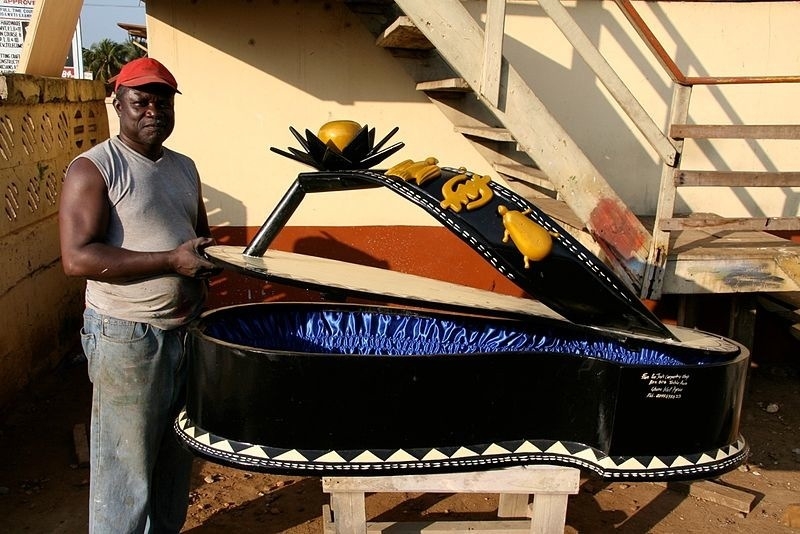
Paa Joe mit seinem Sandalettensarg 2006

Paa Joe (eigentlich Joseph Ashong; * 1947 in der Region Akwapim, Ghana) gilt als der „bedeutendste ghanaische Sargkünstler und Hersteller von figürlichen Sänften seiner Generation“. Seine Werke finden sich in den Sammlungen zahlreicher Museen weltweit, unter anderem in der des British Museum in London.

## Biographie
Er begann mit 15 Jahren seine zehnjährige Lehrzeit als Sargkünstler in Teshie bei Kane Kwei. 1976 machte er sich in Nungua selbständig. 2007 verließen ihn seine beiden langjährigen Meisterschreiner Eric Kpakpo und Kudjoe Affutu, die beide ein eigenes Atelier eröffneten. 2008 zog Paa Joe von Nungua nach Pobiman, wo er nun mit seinem Sohn Jacob und verschiedenen anderen Mitarbeitern tätig ist.

## Einzel- und Gruppenausstellungen (Auswahl)
- 2017 Malick Sidibé Fondation Cartier Paris
- 2012 Brooklyn Museum
- 2012 Southbank, UK
- 2011 Salon 94 New York
- 2011 V&A Museum UK
- 2007/2008 Six Feet under, Deutsches Hygiene-Museum, Dresden
- 2006 Melbourne Festival
- 2006 Six Feet under, Kunstmuseum Bern
- 2005 Jack Shainman Gallery, New York City
- 2003 Schokolade, die süsse Verführung, Museum der Kulturen Basel
- 2002 Autolust, Stapferhaus, Lenzburg
- 1989 Magiciens de la terre, Centre Pompidou, Paris

Darüber hinaus sind Werke von Paa Joe in öffentlichen und staatlichen Museen zu sehen, etwa in der permanenten Ausstellung "Lebendige Traditionen, Kreative Gegenwart. Kunst aus Afrika" im Museum Fünf Kontinente in München.

## Film
2016: "Paa Joe & the Lion". Ein Artdocs Film von Anna Griffin (Produzentin) und Benjamin Wigley, Nottingham, GB.